# Stazione di Roccaravindola
La stazione di Roccaravindola è una stazione ferroviaria, posta sulla ferrovia Vairano-Isernia, a servizio di Roccaravindola, frazione di Montaquila.

## Storia
La stazione venne inaugurata insieme alla tratta Venafro-Roccaravindola il 2 settembre 1886 e rimase fermata di testa per otto anni. Il 21 marzo 1894 venne inaugurata la tratta finale Roccaravindola-Isernia.

## Servizi
La stazione dispone di:
- Biglietteria self-service
- Bar